# Льой, Андрес
Андрес Льой (исп. Andrés Lioi; род. 7 марта 1997, Росарио) — аргентинский футболист, полузащитник. Ныне выступает за аргентинский клуб «Мадрин».

## Клубная карьера
Андрес Льой — воспитанник аргентинского клуба «Росарио Сентраль» из своего родного города. 25 января 2018 года он дебютировал в аргентинской Примере, выйдя на замену в конце гостевого матча с «Индепендьенте». 18 февраля того же года Льой забил свой первый гол в лиге, отметившись на 24-й минуте домашнего поединка против «Олимпо». Во втором тайме этой игры он записал на свой счёт ещё два мяча, тем самым оформив хет-трик.